# Servicio Nacional Forestal y de Fauna Silvestre
El Servicio Nacional Forestal y de Fauna Silvestre (SERFOR) es la autoridad forestal y de fauna silvestre del Perú. Fue creado mediante la ley n.° 29763, Ley Forestal y de Fauna Silvestre e inició funciones el 26 de julio de 2014.
Es un órgano adscrito al Ministerio de Desarrollo Agrario y Riego (MIDAGRI) y es el ente rector del Sistema Nacional de Gestión Forestal y de Fauna Silvestre (Sinafor).

## Misión
La misión de SERFOR es ejercer la rectoría técnica y normativa para gestionar y promover la sostenibilidad y competitividad del sector forestal y de fauna silvestre en beneficio de la población y el ambiente, de manera articulada y eficaz.

## Funciones
De acuerdo al artículo 14 de la Ley Forestal y de Fauna Silvestre, se encuentran entre sus funciones:
- Planificar, supervisar, ejecutar, apoyar y controlar la política nacional forestal y de fauna silvestre.
- Formular, proponer, conducir y evaluar las estrategias, planes y programas para la gestión sostenible del patrimonio forestal y de fauna silvestre de la Nación.
- Emitir y proponer normas y lineamientos de aplicación nacional, relacionados con la gestión, administración y uso sostenible de los recursos forestales y de fauna silvestre.
- Gestionar y promover el uso sostenible, la conservación y la protección de los recursos forestales y de fauna silvestre.
- Fiscalizar el cumplimiento de las obligaciones de los derechos otorgados bajo su competencia y sancionar las infracciones derivadas de su incumplimiento, respetando las competencias del Organismo de Supervisión de los Recursos Forestales y de Fauna Silvestre (Osinfor), el Organismo de Evaluación y Fiscalización Ambiental (OEFA), los gobiernos regionales y gobiernos locales y otros organismos públicos.
- Supervisar y evaluar el funcionamiento del Sistema Nacional de Gestión Forestal y de Fauna Silvestre (Sinafor).
- Disponer la adopción de medidas de control y fiscalización, directamente o a través de terceros, de las actividades de manejo y aprovechamiento de los productos forestales y de fauna silvestre protegidos por tratados internacionales y normas nacionales.
- Desarrollar acciones de evaluación del Patrimonio Forestal de la Nación que permitan obtener la evidencia probatoria objetiva sobre su estado de afectación que dará sustento para el desarrollo de los procesos de fiscalización y sanción.
- Realizar el seguimiento y supervisión de la implementación de las medidas establecidas en la evaluación.
- Aprobar el Plan Anual de Evaluación y Seguimiento del cumplimiento de la legislación vigente en materia forestal y de fauna silvestre, de obligatorio cumplimiento por parte las autoridades con competencias en materia forestal.
- Emitir opiniones técnicas en relación con las competencias asignadas a las autoridades administrativas de ámbito nacional, regional y local, en materia forestal y de fauna silvestre.

## Administraciones técnicas forestales y de fauna silvestre (ATFFS)
Tienen como objetivo fortalecer a nivel regional la gestión forestal y de fauna silvestre; además tienen las funciones de control, supervisión, fiscalización y sanción de acuerdo en la normativa forestal y de fauna silvestre y según sus respectivos ámbitos de competencia en las regiones que no se haya transferido competencias sectoriales en materia forestal y de fauna silvestre.
Se encuentran en Cajamarca, Piura, Lambayeque, Ancash, Lima, Sierra Central, Selva Central, Apurímac, Ica, Arequipa, Moquegua-Tacna, Puno y Cusco, a su vez son las Autoridades Regionales Forestales y de Fauna Silvestre (ARFFS) en los mencionados departamentos.
En los departamentos que se han transferido competencias en materia forestal y de fauna silvestre, tales como: Tumbes, La Libertad, Huánuco, Amazonas, Loreto, Ucayali, San Martín y Madre de Dios, la ARFFS es el gobierno regional. También tiene cuatro oficinas de enlace en San Martín, Madre de Dios, Ucayali y Loreto.

## Organismo aliado

### OSINFOR
El organismo de Supervisión de Recursos Forestales y de Fauna Silvestre (OSINFOR) tiene por rol supervisar y fiscalizar el aprovechamiento y conservación de los recursos forestales y de fauna silvestre, de sus servicios y otros ecosistemas de vegetación silvestre otorgados a través de títulos habilitantes.

## Normativa relacionada
- Reglamento de Organización y Funciones (ROF) del SERFOR.[4]
- Decreto Supremo n.º 014-2001-AG, Reglamento de la Ley Forestal y de Fauna Silvestre.[5]
- Decreto Supremo n. 018-2015-MINAGRI, Reglamento para la Gestión Forestal.[2]
- Decreto Supremo n. 019-2015-MINAGRI, Reglamento para la Gestión de Fauna Silvestre.[2]
- Decreto Supremo n. 020-2015-MINAGRI, Reglamento para la Gestión de las Plantaciones Forestales y los Sistemas Agroforestales.[2]
- Decreto Supremo n. 021-2015-MINAGRI, Reglamento para la Gestión Forestal y de Fauna Silvestre en Comunidades Nativas y Campesinas.[2]
- Resolución de Consejo Directo n. 006-2019-OEFA/CD, Reglamento de supervisión[6]